# Cosmin Radu
Cosmin Alexandru Radu (n. 9 noiembrie 1981, București, România) este un fost jucător român de polo pe apă, care a fost legitimat ultima oară la HAVK Mladost, fost căpitan al echipei naționale de polo a României. În prezent este vicepreședinte al Federație Române de Polo și președintele al Clubului Sporitv Olimpic WP.

## Cariera
Radu s-a născut la București, acolo unde a început să joace polo pe apă la Rapid București în 1992. Primul lui an la nivelul de senior a fost 1997. El a câștigat 4 cupe naționale consecutiv din 2001 până în 2004 și de două ori titlul de Cel mai bun marcator în 2001 și respectiv 2004. În același an s-a transferat la echipa italiană „Rari Nantes Florentia”. 
De la sfârșitul anului 2011, el a mai făcut o mutare și anume la echipa croată de renume „HAVK Mladost Zagreb” cu care a câștigat în același an Cupa Croației și a fost desemnat MVP-ul finalei.Tot în 2011 a câștigat medalia de bronz în Cupa Campionilor si medialia de bronz in Campionatul Croat. În 2012 a câștigat medalia de bronz în Campionatul Croat.
Din 2013 evolueaza la echipa croată Primorie Rijeka. În decembrie 2013 a câștigat Cupa Croației învingând în finală cu 13-11 pe Jug Dubrovnik. În luna aprilie 2014 a câștigat Final Four-ul Ligii Adriatice și respectiv Liga Adriatică impunându-se in semifinală cu 13-3 contra lui Jadran Herceg Novi si in finală cu 8-7 împotriva lui Jug Dubrovnik. În luna mai a lui 2014 a reușit cu Primorje Rijeka, după o pauză de 76 de ani a clubului, să câștige Campionatul croat învingând fosta lui echipă HAVK Mladost Zagreb cu 3-0 la partide (13-7 , 11-5 , 13-7). În luna mai a aceluiași an a jucat Final Six-ul Cupei Campionilor unde a pierdut în semifinală contra Barcelonetei cu scorul de 10-8 iar in finala mică s-a impus în fața Partizanului Belgrad cu 12-6 și astfel a câștigat medalia de bronz a competiției.
În luna decembrie a lui 2014 a câștigat Cupa Croației învingând in finală pe HAVK Mladost cu scorul de 12-7.
În aprilie 2015 s-a disputat la Rijeka Final Four-ul Ligii Regionale (fosta Ligă Adriatică) unde Primorje Rijeka a câștigat finala împotriva lui Jug Dubrovnik cu scorul de 15-9. La sfârșitul competiției lui Cosmin i-a fost acordat titlul de MVP al Final Four-ului. În luna mai a lui 2015, în finala Campionatului Croat, la sfârșitul a 5 întâlniri contra lui Jug Dubrovnik  ce au văzut de fiecare dată echipa gazdă câștigând meciul ( 9-8 / 12-13(penaltiuri) / 9-8 / 11-12(penaltiuri) / 11-8), Primorije Rijeka a câștigat pentru a doua oară consecutiv campionatul croat. La sfârșitul aceleiași luni s-a desfășurat Final Six-ul Cupei Campionilor la Barcelona. În semifinală au întâlnit din nou pe Jug Dubrovnik câștigând întâlnirea cu 10 la 9 pentru ca în finală să se recunoască învinși cu scorul de 8-7 în fața celor de la Pro Recco.
În timpul sezonului 2015/2016 a castigat medalia de argint in Cupa Croației după ce Primorje a fost învinsă de Jug Dubrovnik cu 10-8 in finală. La Final Four-ul Ligii Regionale ce s-a disputat la Dubrovnik, Primorje a fost învinsă din nou de către Jug Dubrovnik în finală cu scorul de 9-5, terminând astfel pe locul al doilea. Același deznodământ l-a avut finala Campionatului Croat disputată după sistemul cel mai bun din 5 meciuri, Primorje Rijeka pierde cu Jug Dubrovnik 3-0 (12-9, 5-7, 13-7).
În vara lui 2016 Cosmin a jucat în campionatul maltez pentru Neptunes WPSC. La sfârșitul campionatului s-au clasat pe primul loc după ce au reușit să câștige 11 meciuri, 3 egaluri și nicio înfrângere. În cele 14 mecuri și-a ajutat echipa cu 41 de goluri. 
În sezonul 2017/2018 s-a transferat la HAVK Mladost cu care a terminat pe locul 2 in Liga Regională după ce în Finala Final Four echipa sa a fost învinsă de către Jug Dubrovnik cu scorul de 15-8.
În sezonul 2018/2019 a câștigat medalia de argint in Cupa Croației după ce a pierdut finala împotriva lui Jug Dubrovnik cu scorul de 8-7. In Liga Regională, după ce a terminat pentru prima dată in istoria clubului pe primul loc in sezonul regulat ,a reușit sa obtină medalia de aur câștigând finala tot impotriva lui Jug Dubrovnik cu scorul de 13-12. La sfârșitul acestei competiții i-a fost acord trofeul de MVP al sezonului regulat. In campionatul croat a terminat pe locul 2 dupa ce in finală echipa lui a pierdut cu scorul general de 3-0 (4-10/9-10/11-14) impotriva lui Jug Dubrovnik.
În decembrie 2019 (sezonul 2019/2020) Mladost a reușit sa readucă trofeul Cupei Croației înapoi la Zagreb după o pauza de 8 ani reușind să învingă în finala pe Jug Dubrovnik cu scorul de 16-12. 
În ultimul sezon din cariera lui 2020-2021, Radu a câștigat Cupa Croației în luna decembrie învingând in finală pe Jug Dubrovnik cu scorul de 15-13. În finala campionatului croat, dispitată la sfarsitul sezonului împotriva aceluiași adversar, Jug Dubrovnik, Mladost a readus cupa in capitala Croației după o pauză de 13 ani reușind câștige finala cu scorul de 3-2 după ce a fost condusă cu scorul de 2-0. Rezultatelele meciurilor au fost HAVK Mladost - Jug Dubrovnik  9-12/ 8-10/ 12-10/ 12-8/ 12-11 după penaltiuri. Golul decivis ce a adus victoria lui Mladost și a marcat incheierea carierei a fost marcat de Radu din penalti după ce în prealabil portarul Ivan Marcelic apărase șutul lui Lovren Fatovic.  

## Palmares
Club
2000-2001 🥇Campion național Superliga României
2001-2002 🥇Campion național Superliga României
2002-2003 🥇Campion național Superliga României
2003-2004 🥇Campion național Superliga României
2011 🥇Campion Cupa Croației
2011-2012 🥉Bronz Campionatul Croației
2011-2012 🥉Bronz Champions League
2012-2013 🥉Bronz Campionatul Croației
2013-2014 🥇Campion național Campionatul Croației
2013 🥇Campion Cupa Croației
2013 🥇Campion US Open
2013-2014 🥇Campion Liga Adriatică
2013-2014 🥉Bronz Champions League
2014-2015 🥇Campion național Campionatul Croației
2014 🥇Campion Cupa Croației
2014-2015 🥇Campion Liga Adriatică
2014-2015 🥈Vicecampion Champions League
2015-2016 🥈Vicecampion Campiontul Croației
2015 🥈Vicecampion Cupa Croației
2015-2016 🥈Vicecampion Liga Regională
2016 🥇Summer League Malta
2017-2018 🥈Vicecampion Campiontul Croației
2017-2018 🥈Vicecampion Liga Regională
2018-2019 🥈Vicecampion Campiontul Croației
2018 🥈Vicecampion Cupa Croației
2018-2019 🥇Campion Liga Regională
2019 🥇Campion Cupa Croației
2019-2020 🥈Vicecampion Campiontul Croației
2019-2020 🥇Campion Liga Regională
2020 🥇Campion Cupa Croației
2020-2021 🥇Campion național Campionatul Croației

Trofee individuale
2001-2002 Cel mai bun marcator al Superligii Române
2003-2004 Cel mai bun marcator al Superligii Române
2011 Cel mai bun marcator al Campionatului Mondial de la Shanghai
2011 MVP-ul Cupei Croației
2013 MVP-ul US Open-ului
2014-2015 MVP-ul Final Four Ligii Regionale
2018-2019 MVP-ul Ligii Regionale

## Cariera internațională
- Prima lui selecție la echipa națională a României a venit în 1999. El a fost numit căpitanul acesteia în anul 2009.
- Radu a terminat pe locul 4 la „Campionatul European de Polo pe apă din 2006 de la Belgrad”.
- În 2005 la Campionatele Mondiale de Natație disputate la Montreal a terminat pe locul 6.
- A câștigat premiul de „Cel mai bun marcator” la „FINA World Aquatics Championships 2011, Shanghai”
- În 2012 a participat la Jocurile Olimpice de la Londra unde s-a clasat pe locul 10.[2]